# 黄毛仙人掌
黄毛仙人掌是仙人掌科仙人掌属的一个种，原产墨西哥。其刺毛为黄色或白色，白色刺毛的变种被称为白毛仙人掌（學名：Opuntia microdasys var. albispina Fobe）。